# Aéroport de Sisimiut
Pour les articles homonymes, voir JHS.
L'aéroport de Sisimut (groenlandais: Mittarfik Sisimiut) est un aéroport situé à 4 km, au nord-ouest de Sisimiut, sur la côte nord de la baie de Kangerluarsunnguaq, au Groenland.

## Situation

### Carte des aéroports du Groenland
| \| 50 km1:7 213 000 \| Aasiaat · Paamiut · Nerlerit Inaat Ittoqqortoormiit Nuuk · Narsarsuaq Ilulissat · Upernavik Qaanaaq Kangerlussuaq · Maniitsoq Sisimiut Thulé Kulusuk |
| 50 km1:7 213 000 |

## Opérations

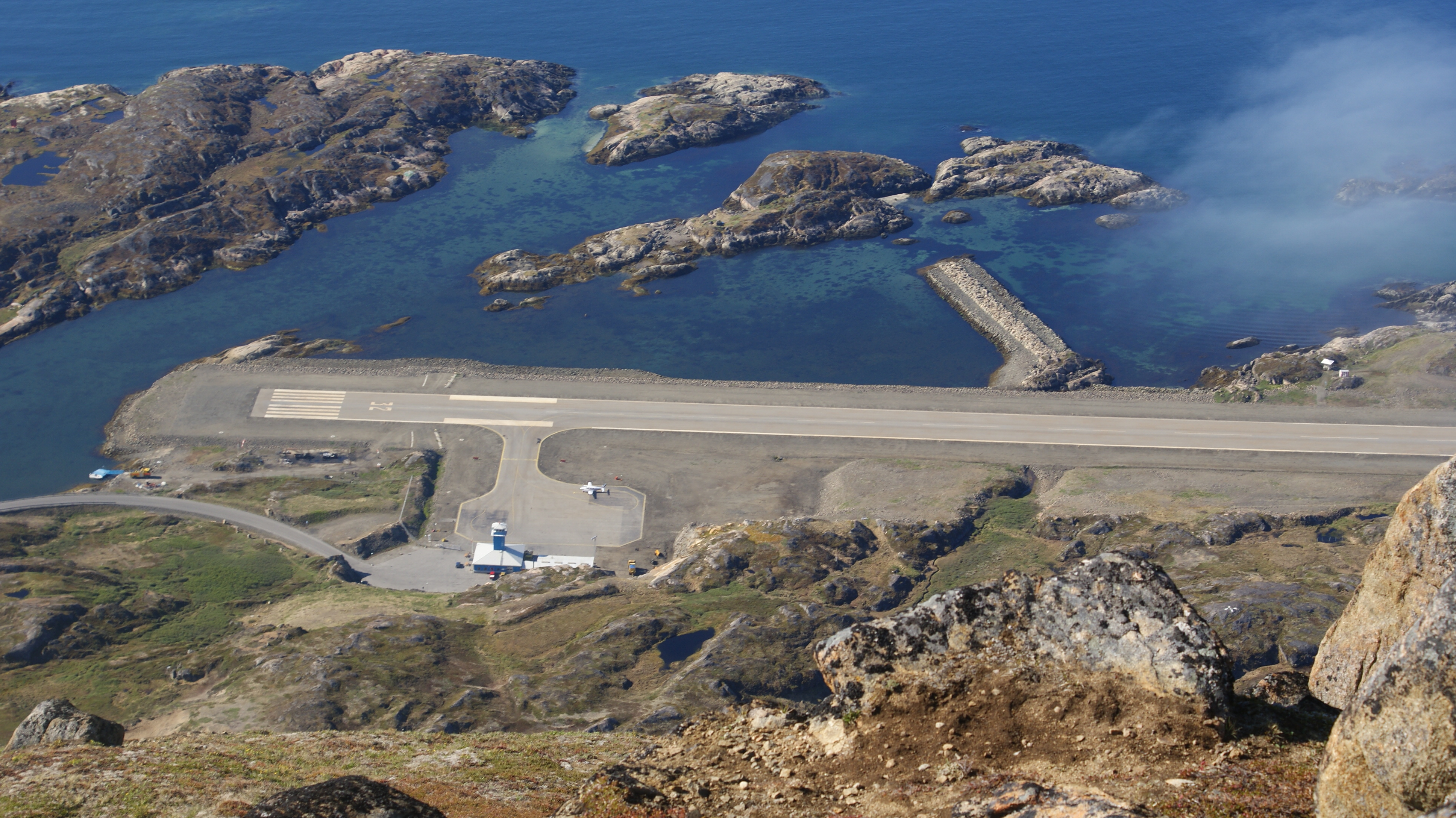
Vue des infrastructures aéroportuaires depuis le massif du Palasip Qaqqaa.

Les vols réguliers sont assurés par la compagnie Air Greenland vers Nuuk, Maniitsoq, Kangerlussuaq, Aasiaat et Ilulissat. Les avions ne restent pas stationnés sur le site : ils ne restent que le temps de déposer et de reprendre de nouveaux passagers. L'aéroport est exploité par Mittarfeqarfiit.